# Бад Виндсхајм
Бад Виндсхајм (њем. Bad Windsheim) град је у њемачкој савезној држави Баварска. Једно је од 38 општинских средишта округа Нојштат ан дер Ајш-Бад Виндсхајм. Према процјени из 2010. у граду је живјело 11.951 становника. Посједује регионалну шифру (AGS) 9575112.

## Географски и демографски подаци
Бад Виндсхајм се налази у савезној држави Баварска у округу Нојштат ан дер Ајш-Бад Виндсхајм. Град се налази на надморској висини од 321 метра. Површина општине износи 78,2 km². У самом граду је, према процјени из 2010. године, живјело 11.951 становника. Просјечна густина становништва износи 153 становника/km².

## Међународна сарадња
| Мјесто | Држава    | Врста сарадње | Од    |
| ------ | --------- | ------------- | ----- |
| Есте   | Италија   | партнерство   | 1995. |
|        | Француска | партнерство   | 1988. |
| Извор  |           |               |       |